# Szórványemlék
A szórványemlék egy nyelv első emléke, nyelvtörténeti forrás, amely egy idegen nyelvű szövegbe ágyazott szó, szókapcsolat vagy mondattömb.

## Hazai szórványemlékek

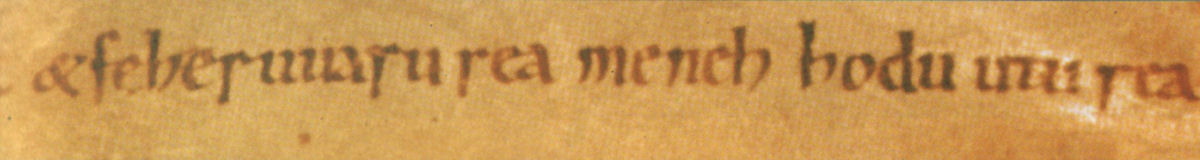
A Tihanyi alapítólevél egy részlete, a legrégebbi fennmaradt magyar nyelvű szövegrészlet

1.) A tihanyi apátság alapítólevelében (1055) az alábbi magyar szavak találhatóak a latin szövegben:
tichon=Tihany
bolatin (szláv eredetű szó, jelentése: mocsaras) → Balaton
munorau bukeur rea → mogyoróbokorra
munorau kereku → mogyoróerdő
fehervaru rea meneh hodu utu rea → Fehérvárra menő hadi útra
rea → önálló szavak voltak eredetileg, de később egybeolvadtak magával a szóval. Sok ősi szavunkból az utolsó magánhangzó lekopott. Ezt hívjuk a tővéghangzó lekopásának.
utu → út
hadu → had
varu → vár
2.) A veszprémvölgyi apácák adománylevele
3.) Váradi regestrum
4.) Anonymus: Gesta Hungarorum

## Külföldi szórványemlékek
1.) Konsztantinosz Porphürogenétosz: A birodalom kormányzásáról (De administrando imperio)

## Lásd még
- Szövegemlék
- Nyelvemlék

## Külső hivatkozások
- Az egyházi kultúra kezdetei
- A veszprémvölgyi apácák adománylevele
- Középkor – Magyar irodalom
- Heribert C, Pannonhalmi és Veszprémvölgyi Alapítólevél